# Козак-5
«Козак-5» — украинская бронемашина производства киевской компании НПО «Практика».

## История
Бронеавтомобиль был разработан в 2016 году и впервые представлен в августе 2016 года.
10 октября 2017 года на проходившей в Киеве оружейной выставке «Зброя та безпека-2017» был представлен демонстрационный образец бронемашины «Козак-5» с башней БПУ-1 от БРДМ-2.
До 29 августа 2019 года было изготовлено десять бронемашин этого типа.
В дальнейшем, бронемашина была включена в перечень продукции концерна «Укроборонпром» и предложена на экспорт государственной компанией «Спецтехноэкспорт».

## Описание

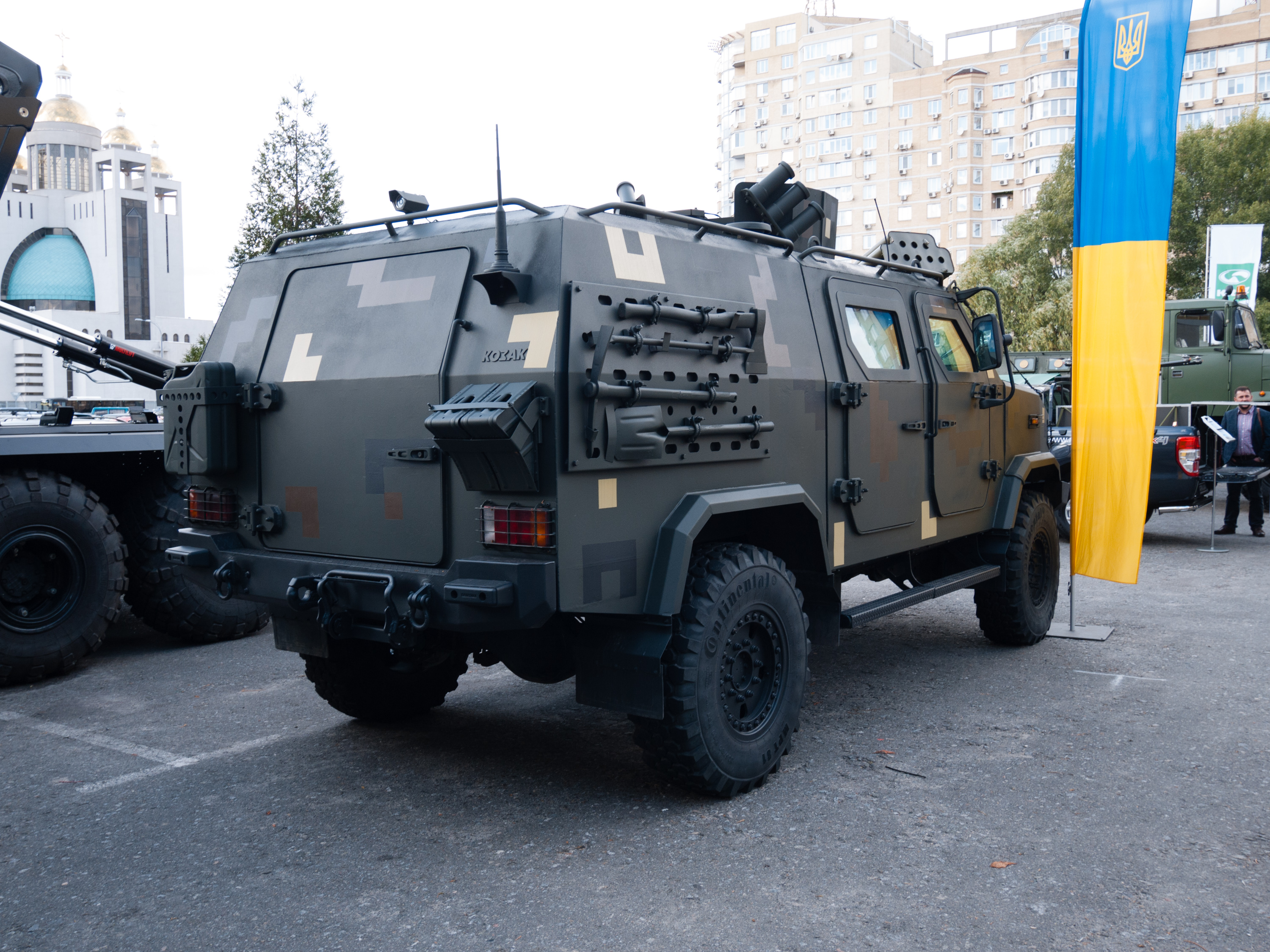
«Козак-5» на выставке «Зброя та безпека-2017», вид сзади

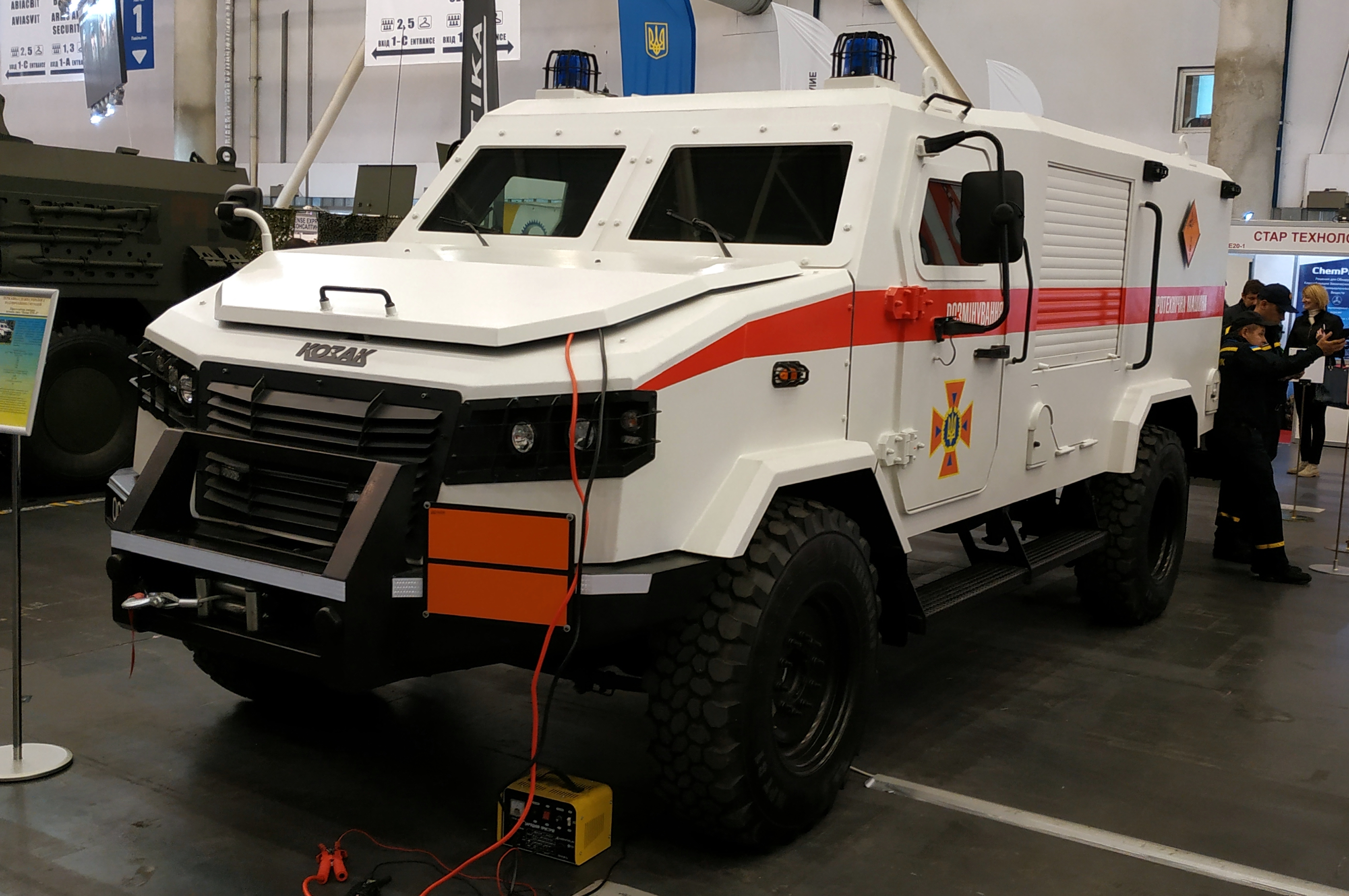
Козак-5ПМЛ Государственной службы Украины по чрезвычайным ситуациям, 2018 г.

Бронемашина построена на шасси американского внедорожника Ford F-550 с автоматической коробкой передач Ford TorqShift, усиленными передней осью, подвеской и тормозной системой, также установлены колёса увеличенного диаметра 335/80 R20. Доработка стандартного шасси производится компанией «DBL Design» (США).
Имеет обычную компоновку с передним расположением двигателя, отделением управления в средней части машины, в кормовой части машины расположено десантное отделение. Корпус бронемашины сварной, изготовлен из стальных броневых листов. В стандартном варианте исполнения бронирование обеспечивает защиту на уровне STANAG Level 1+, но по отдельному заказу возможно изготовление бронемашины с уровнем защиты STANAG Level 2.
Лобовое стекло пуленепробиваемое, состоит из двух стеклоблоков. В бортах имеется четыре двери (для водителя, для командира машины и для пассажиров), в корме корпуса расположена ещё одна дверь для посадки и высадки десанта. В крыше десантного отсека имеется люк.
«Козак-5» может перевозить до 8 человек экипажа и десанта.
При необходимости бронемашина может быть дооборудована спецсигналами, сиреной или прожектором.

## Варианты и модификации
- «Козак-5» — базовый вариант с пятидверным корпусом[3]
- «Козак-5ПМЛ» — специальный бронированный автомобиль для пиротехнических команд (трёхдверный, вместо десантного отделения — отсек для транспортировки взрывоопасных предметов)[6]
- «Козак-5МЕД» — медицинский бронеавтомобиль, вмещает четырёх лежачих раненых или шестерых в сидячем положении, кроме водителя и персонала медицинской эвакуации[7].
- «Козак-6» - четырёхдверная версия «Козак-5» с уменьшенной высотой бронекорпуса и без крыши. Один демонстрационный образец был изготовлен летом 2021 года для участия в военном параде в Киеве, в августе 2021 он участвовал в репетиции парада в качестве машины командующего парадом, но в дальнейшем его возвратили компании-производителю[8]
- «Козак-7» - трёхдверная версия «Козак-5» с усилением элементов ходовой части (установлены ступицы колёс от JLTV, усиленные мосты и новые рессоры), в бортах десантного отделения сделаны два прямоугольных смотровых окна и две амбразуры. 25 января 2022 года демонстрационный образец бронемашины был представлен руководству министерства обороны Украины и предложен для вооружённых сил Украины и на экспорт[9].

## Страны-эксплуатанты
- Украина
  - Национальная гвардия Украины: весной 2017 года одна бронемашина использовалась отрядом спецназначения «Вега»[10]
  - Государственная служба Украины по чрезвычайным ситуациям: в июне 2018 года 8 пиротехнических машин «Козак-5ПМЛ» передали ГСЧС Украины[11]
  - Вооружённые силы Украины —  в апреле 2024 года получено 25 единиц «Козак-5»[12].
- Саудовская Аравия: в августе 2021 года были проданы 60 бронемашин[13][14]